# 笛卡尔卵形线

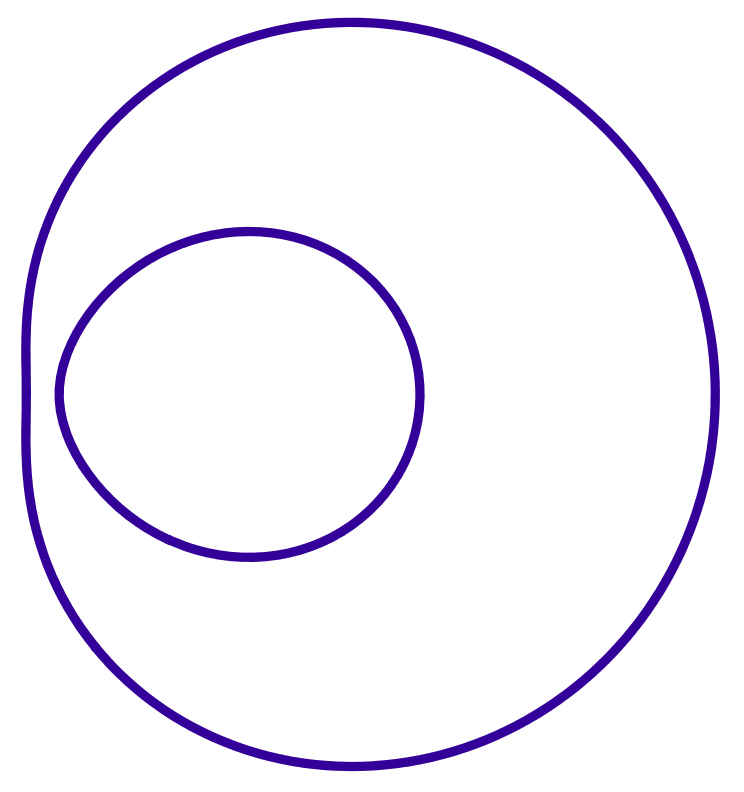
笛卡爾卵形曲線的範例

在几何学中，以勒内·笛卡尔的名字命名的笛卡尔卵形线（英語：Cartesian oval），是一種平面曲线，指一群對兩定點具有相同線性組合的點所形成的集合。

## 定義
設{\displaystyle {\text{P}}}、{\displaystyle {\text{Q}}}為平面上兩定點，並令d(P,S) 和 d(Q,S)表一動點{\displaystyle {\text{S}}}分別與{\displaystyle {\text{P}}}、{\displaystyle {\text{Q}}}的欧几里得距离長，並令{\displaystyle {\text{m}}}及{\displaystyle {\text{a}}}為兩任意實數，則笛卡爾卵形線即為所有滿足方程式d(P,S) + m d(Q,S) = a之點所形成之軌跡。其中，由四組方程式 d(P,S) + m d(Q,S) = ± a與d(P,S) − m d(Q,S) = ± a構成的兩組卵形線具有密切相關，兩者可構成一四次平面曲线稱為「Descartes卵形線」（英語：Ovals of Descartes）。

## 特例
在方程 d(P,S) + m d(Q,S) = a中，
1. 若 m = 1 且 a > d(P,Q)，得到的形状為椭圆。若是在P和Q重合的極限條件（英语：Limiting case (mathematics)）下，椭圆变成圆。
2. 若{\displaystyle m=a/{\text{d}}(P,Q)}，會出現帕斯卡蜗线。
3. 若 {\displaystyle m=-1} 和 {\displaystyle 0<a<{\text{d}}(P,Q)}，圖形會是双曲线的一个分支，不是封闭的卵形线。

## 多项式
(x,y)的坐標满足四次多项方程式
[(1 - m2)(x2 + y2) + 2m2cx + a2 − m2c2]2 = 4a2(x2 + y2),
其中 c为固定焦點 P = (0, 0) 和 Q = (c, 0)之間的距离 {\displaystyle {\text{d}}(P,Q)}，形成两个椭圆形，這些點會滿足以下四個方程式中的二個真正有解的方程式
d(P,S) ± m d(Q,S) =  a,
d(P,S) ± m d(Q,S) =  −a
两个椭圆形通常是断续的，除了在的情况， P 或 Q 属于他们。 至少两个垂线以 PQ 通过点的 P 和 Q 削减这四次曲线中的四个实点；因此，他们一定是嵌套，至少有两个点的 P 和 Q 包含在内。 对于一个不同的参数化并得到四次。

## 光学应用
笛卡尔发现，笛卡尔卵形线可以用于透镜设计。通过材料折射率，确定与之匹配的 P 和 Q 的比值。再用得到的卵形线作出旋转曲面，就可以得到消球差透镜。
另外，球面波通过球面透镜或被球面凹面镜反射后，其折射或反射波的波前为笛卡尔卵形线。由球面像差形成的出射波包络线可以用笛卡尔卵形线的渐屈线描述。

## 历史
1637年，笛卡尔首先研究了笛卡尔卵形与光学元件的关系。
牛顿从1664年开始也涉足笛卡尔卵形线的研究。从笛卡尔开始，人们就开始使用一种类似于画椭圆的方法绘制笛卡尔卵形线。 通过伸线。 如果一直延伸线从一个销在一个焦点，围绕着一个针，在第二个重点，并联系的自由端的程笔，采取的路径笔，当线绷紧，形成一个直角椭圆2:1的比率之间的距离的两个焦点。 但是，牛顿拒绝了这样的结构作不够严谨。 他定义了椭圆形作为解决一个 微分方程，建造其子法线，并再次调查它的光学性能。
法国数学家 米歇尔夏斯莱发现，在19世纪，如果笛卡尔是椭圆形的定义由两点 P 和 Q，再有就是在一般的第三点 R 对同样行使同样的椭圆形的也是限定的任何对这三点。
詹姆斯·克拉克·麦克斯韦 重新发现了这些曲线，普遍他们的曲线定义保持恒定的加权总和的距离从三个或更多的焦点，并写了一份题为 对具有多个焦点和不同比例半径的外接图形的观察的。 一个考虑到他的结果，标题 的说明椭圆曲线，以及那些具有多个重点，是由 J.D.《福布斯》 ，并提交给了 皇家协会，爱丁堡 ，在1846年，当麦克斯韦是在年轻的年龄为14(几乎15).

## 外部連結
- 埃里克·韦斯坦因. . MathWorld.
- 本杰明*威廉森，一个基本的论文上的差异微积分，包含理论的曲线平面(1884年)